# Osumacinta
Osumacinta es una localidad del estado mexicano de Chiapas, cabecera del municipio homónimo. Está ubicada en la posición 16°56′10″N 93°5′30″O / 16.93611, -93.09167. La zona urbana está emplazada sobre la ribera del río Grijalva, a una altitud de 388 m s. n. m.
La localidad sufrió una reubicación debido a que el antiguo emplazamiento quedó totalmente cubierto por las aguas del embalse luego de la construcción y puesta en servicio de la presa Chicoasén.

## Toponimia
El nombre Osumacinta proviene del náhuatl y se interpreta como "Ladera de monos".

## Demografía
Cuenta con 1989 habitantes lo que representa un decrecimiento promedio de -0.17% anual en el período 2010-2020 sobre la base de los 2023 habitantes registrados en el censo anterior. Ocupa una superficie de 1.099 km², lo que determina al año 2020 una densidad de 1810 hab/km².
| Gráfica de evolución demográfica de Osumacinta entre 2000 y 2020  |
|                                                                   |
| Fuente: Instituto Nacional de Estadística Geografía e Informática |

En el año 2010 estaba clasificada como una localidad de grado medio de vulnerabilidad social.
La población de Osumacinta está mayoritariamente alfabetizada (4.07% de personas analfabetas al año 2020) con un grado de escolarización en torno de los 8 años. Solo el 7.14% de la población se reconoce como indígena.